# Karina Bryant
Karina Bryant (Kingston upon Thames, 27 gennaio 1979) è una judoka britannica.

## Palmarès
- Giochi olimpici

Londra 2012: bronzo nei +78 kg femminile.
- Mondiali

Birmingham 1999: bronzo nei +78 kg femminile.
Monaco di Baviera 2001: argento nell'open.
Osaka 2003: argento nell'open, bronzo nei +78 kg femminile.
Il Cairo 2005: argento nei +78 kg femminile, argento nell'open.
Rotterdam 2009: argento nei +78 kg femminile.
- Europei

Oviedo 1998: oro nei +78 kg femminile.
Breslavia 2000: oro nei +78 kg femminile.
Parigi 2001: bronzo nell'open.
Düsseldorf 2003: oro nei +78 kg femminile.
Bucarest 2004: argento nei +78 kg femminile.
Rotterdam 2005: oro nei +78 kg femminile.
Čeljabinsk 2012: bronzo nei +78 kg femminile.